# Metropolitanato de Ancyra

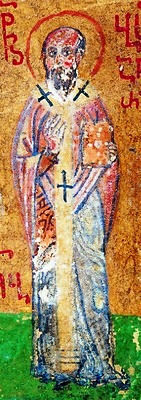
El obispo Basilio de Ancyra.

El metropolitanato de Ancyra (en griego: Ιερά Μητρόπολις Αγκύρας) es una diócesis de la Iglesia ortodoxa perteneciente al patriarcado de Constantinopla. Su sede está en Ankara (la antigua Ancyra o Angora) en Turquía. Su titular lleva el título de metropolitano de Ancyra, el más honorable ('hypertimos') y exarca de toda Galacia (en griego: Ο Αγκύρας, υπέρτιμος και έξαρχος πάσης Γαλατίας). Es la antigua sede metropolitana de la provincia romana de Galacia en la diócesis civil de Ponto y en el patriarcado de Constantinopla.
Es uno de los 5 metropolitanatos que renació bajo el patriarca Bartolomé I, por lo que constituye uno de los diez distritos eclesiásticos activos del patriarcado en territorio turco, junto con la arquidiócesis de Constantinopla y los metropolitanatos de Adrianópolis, Calcedonia, Derkos, Esmirna, Imbros y Ténedos, Islas de los Príncipes, Pisidia y Prusa.

## Territorio
El metropolitanato de Ancyra se encuentra en las provincias de Ankara, Eskişehir, Kütahya y Kırıkkale. Limita al norte con los metropolitanatos de Bursa, Nicea (sección Thivazion), Calcedonia y Neocesarea (sección Gangra); al este con el metropolitanato de Cesarea; al sur con los metropolitanatos de Iconio y Filadelfia; y al oeste con los metropolitanatos de Filadelfia, Bursa y Nicea (sección Thivazion).
Además de Ankara, otras localidades del metropolitanato son: Eskişehir, Kütahya, Beypazarı, Nallıhan, Sivrihisar, Polatlı, Çubuk, Ayaş y Kırıkkale.

## Historia
La antigua Ancyra fue la capital de la provincia romana de Galacia y luego de Galacia Primera, una provincia construida a finales del siglo IV por división de la antigua región histórica. En el siglo V Galacia se convirtió en parte de la diócesis civil de Ponto. 
La llegada del cristianismo a Ancyra probablemente se remonta a la época de los apóstoles a mediados del siglo I, pero se atestigua en las fuentes solo mucho más tarde. Los historiadores modernos sugieren que los apóstoles Pedro y Andrés en persona predicaron en la ciudad y fundaron la Iglesia local, con Cresces, un discípulo del apóstol Pablo, que vivió entre 56 y 117, como el primer obispo de la ciudad. La existencia de una iglesia cristiana en Ancyra no se atestigua hasta alrededor de 180, y el primer obispo atestiguado, sin embargo, es Teodoto, quien se convirtió en mártir durante una de las persecuciones anticristianas del siglo III. 
Los primeros mártires cristianos de Ancyra, de quienes se sabe poco, incluyeron a Proklos e Hilario, que eran nativos del pueblo cercano de Kallippi, por lo demás desconocido, y sufrieron represión bajo el emperador Trajano (98-117). En los años 280 Eustacio y también Filomeno, un comerciante cristiano de maíz del sur de Anatolia, fueron martirizados en Ancyra. Como en otras ciudades romanas, el reinado de Diocleciano marcó la culminación de la persecución de los cristianos. En 303 Ancyra fue una de las ciudades donde los coemperadores Diocleciano y su adjunto Galerio lanzaron su persecución anticristiana. En Ancyra, su primer objetivo fue el obispo de la ciudad, de 38 años, cuyo nombre era Clemente. La vida de Clemente describe cómo fue llevado a Roma, luego enviado de vuelta y obligado a someterse a muchos interrogatorios y dificultades antes de que él, su hermano y varios compañeros fueran ejecutados. Los restos de la iglesia de San Clemente se puede encontrar hoy en un edificio cerca de Işıklar Caddesi en el distrito de Ulus. Posiblemente esto marque el sitio donde Clemente fue enterrado originalmente. Cuatro años más tarde, un médico de la ciudad llamado Platón y su hermano Antíoco también se convirtieron en mártires. Teodoto de Ancyra también es venerado como un santo. El Martirologío romano recuerda a varios mártires de Ancyra: Clemente obispo y Agatángelo (23 de enero), Basilio presbítero (22 de marzo), Teodoto y las siete vírgenes (18 de mayo), Proclus e Ilarión (12 de julio), Platón (22 de julio), sacerdote Juliano (13 de septiembre), abad Nilo (12 de noviembre), Filomeno (29 de noviembre), Gemelo (10 de diciembre). El emperador Juliano (361–363) visitó la ciudad durante su desafortunada campaña contra los persas en 362 y, según los informes, ordenó la ejecución de los mártires Basilio y Gemelo; un tercer condenado, Busiris, salvó la vida.
Con la reforma de Diocleciano al Imperio romano, Ancyra se convirtió en la capital de la provincia romana de Galacia, en la diócesis civil de Asia y al mismo tiempo se elevó al rango de sede metropolitana de la provincia. El Concilio de Nicea I en 325 aprobó la ya existente organización eclesiástica según la cual el obispo de la capital de una provincia romana (el obispo metropolitano) tenía cierta autoridad sobre los otros obispos de la provincia (sufragáneos), utilizando por primera vez en sus cánones 4 y 6 el nombre metropolitano. Quedó así reconocido el metropolitanato de Ancyra en la provincia romana de Galacia. El canon 6 reconoció las antiguas costumbres de jurisdicción de los obispos de Alejandría, Roma y Antioquía sobre sus provincias, aunque no mencionó a Cesarea, su metropolitano también encabezaba de la misma manera a los obispos de la diócesis civil del Ponto como exarca del Ponto, por lo que el de Ancyra estaba bajo la primacía de honor de Cesarea. El canon 28 del Concilio de Calcedonia en 451 pasó al patriarca de Constantinopla las prerrogativas del exarca del Ponto, por lo que el metropolitanato de Ancyra pasó a ser parte del patriarcado de Constantinopla.
La ciudad es conocida durante el siglo IV como centro de actividad cristiana: los obispos Marcelo de Ancyra y Basilio de Ancyra participaron activamente en las controversias teológicas de su época, y la ciudad fue el lugar de no menos de cuatro sínodos de la Iglesia en 273 y en 314 (que regulaban algunas cuestiones relativas a la disciplina eclesiástica), en 358 (presidido por el obispo Basilio) y en 375, los dos últimos a favor del arrianismo. Al sínodo de 314 asistieron más de cien obispos de casi todas las provincias asiáticas del Imperio y cuyos cánones, que nos han llegado, han sido ampliamente recibidos por el concilio ecuménico de Nicea de 325: en él se estableció la prohibición con respecto a los diáconos, sacerdotes y obispos para casarse después de la ordenación; se tomaron una serie de medidas con respecto a la reinserción de lapsis en la Iglesia y algunas normas penitenciales para varios pecados graves (asesinato, pecados sexuales, magia) y un cierto número de reglas disciplinarias y administrativas relacionadas con el clero. Alguna información sobre los asuntos eclesiásticos de la ciudad durante el siglo V se encuentra en las obras de Paladio de Galacia y Nilo de Galacia. Dos conventos para mujeres están atestiguados en el siglo VI (uno dedicado a Theotokos Beeia y el Monasterio de Petrin), y un monasterio masculino llamado Attaline está atestiguado en el siglo VII.
Durante la guerra bizantino-sasánida (602-628) Ancyra fue ocupada por los sasánidas en 620 o 622 y volvió a manos bizantinas al finalizar la guerra. Pese a la reducción del tamaño de la ciudad a un pequeño núcleo fortificado después de la conquista sasánida, Ancyra siguió siendo un centro importante en los siglos posteriores. En 654 Ancyra fue conquistada brevemente por los árabes musulmanes del Califato ortodoxo. Circa 680 Ancyra pasó a ser la capital de la thema Opsiciano y de la thema de los Bucelarios circa 767/768. Ancyra para brevemente ocupada por el Califato Omeya en 739/740 y en el 838 fue arrasada por el califa Al-Mutásim del Califato abasí. Sus fortificaciones fueron reconstruidas en 859 por el emperador bizantino Miguel III.
En la Notitia Episcopatuum del pseudo-Epifanio, compuesta durante el reinado del emperador Heraclio I (circa 640), la sede de Ancyra aparece en el cuarto lugar en el orden jerárquico de las metrópolis del patriarcado de Constantinopla y se le atribuyen 7 diócesis sufragáneas: Tavio, Juliópolis (llamada Heliópolis), Aspona, Verinópolis, Mnizo, Cinna y Anastasiópolis (anteriormente Lagania). En la Notitia Episcopatuum atribuida al emperador León VI (principios del siglo X) aparecen las mismas sedes sufragáneas, algunas con el nombre modificado: Juliópolis se llama Heliópolis sive Basileum, mientras que Verinópolis se llama con el nombre de Stauros. Como nueva sufragánea se menciona la diócesis de Calumene. En el siglo XI el número de sufragáneas disminuyó a seis. 
En 1054 se produjo el Cisma de Oriente y los metropolitanos de Ancyra quedaron dentro de la Iglesia ortodoxa de Constantinopla. Circa 1075 Ancyra fue perdida por el Imperio bizantino a manos de los turcos selyúcidas y luego pasó a los danisméndidas. Fue capturada por la Cruzada de 1101 y devuelta al Imperio bizantino, aunque poco después fue capturada por el Sultanato de Rum. Los bizantinos la recuperaron brevemente en 1106 y 1134, pero desde 1127 estuvo bajo control danisméndida hasta que en 1143 volvió a los selyúcidas del Sultanato de Rum. En 1243 pasó a los mongoles. Circa 1290 los ahis independizaron la ciudad hasta que en 1356 cayó ante el Imperio otomano.
Después de la ocupación selyúcida, la arquidiócesis declinó y en el siglo XIII no tenía diócesis sufragáneas. En la segunda mitad del siglo XII, la sede de Ancyra se unió temporalmente a la de Nacianzo, mientras que en 1173, el sínodo patriarcal permitió que el metropolitano titular se transfiriera a la sede de Ceraso (tal vez la actual Giresun), que todavía estaba en manos bizantinas. En 1310/1314 el territorio de Ancyra fue transferido al metropolitanato de Gangra. La ciudad fue completamente destruida por Tamerlán en 1402 y volvió a poder otomano en 1403. La población cristiana local disminuyó rápidamente durante los primeros siglos después de la conquista turca. Durante la segunda mitad del siglo XIV, las Notitiae 19 y 20 registran que el metropolitanato de Ancyra había sido otorgado al metropolitano de Tesalónica, pero en 1395–1406 había otra vez un metropolitano de Ancyra, Macario, un distinguido teólogo que acompañó al emperador Manuel II Paleólogo en su viaje a Europa occidental. Después de 1406 Ancyra fue nuevamente adjudicada a Gangra, pero en 1438 la sede estuvo en manos del metropolitano de Cícico.
Se atestigua un metropolitano de Ancyra (Constantino) circa 1450, pero en los concilios celebrados en Constantinopla (bajo el dominio otomano) en 1471/1472 y 1483/1484, Ancyra fue representada (y posiblemente nuevamente retenida) por Tesalónica; sin embargo, en 1475, un metropolitano titular está atestiguado como asistente de la ordenación del patriarca Rafael I de Constantinopla. La situación se confunde aún más por la referencia a una metrópolis activa en las ordenanzas patriarcales de 1483 y 1525. La situación es más clara comenzando con el metropolitano Partenio (1602-1631), que parece haber residido en su sede, y se dedicó a tratar de restaurar su rebaño y sus finanzas, que habían sufrido mucho como resultado de las rebeliones de Celali en el decenios anteriores. Los sucesores de Partenio probablemente también eran residentes de Ankara. Sin embargo, la información precisa sobre los titulares solo está disponible desde mediados del siglo XIX en adelante. Ancyra fue saqueada por los egipcios de Ibrahim bajá en 1832.
La comunidad ortodoxa aún era grande a principios del siglo XX, cuando había alrededor de 40 000 fieles, en su mayoría karamanlides (griegos ortodoxos turco-hablantes) liderados por el metropolitano Gerásimo. La parte oriental del metropolitanato fue conquistada por las tropas griegas en julio de 1921. Después de su derrota en agosto de 1922, las fuerzas griegas abandonaron el territorio, y todos los ortodoxos de esa parte del metropolitanato fueron evacuados a Grecia o asesinados durante la ofensiva del ejército turco. La población ortodoxa del resto del área metropolitana fue reasentada por la fuerza en Grecia en 1923 durante un intercambio de población entre Grecia y Turquía tras los acuerdos del Tratado de Lausana. Después de eso, en el territorio del metropolitanato no permaneció población ortodoxa y se transformó en una sede titular. 
Los ortodoxos regresaron nuevamente gracias a los emigrantes de finales del siglo XX y principios del XXI. En 2016 apareció una pequeña comunidad ortodoxa en Ankara, compuesta por empleados de la embajada griega y sus familias, así como por griegos que trabajan en Ankara y sus alrededores. Los servicios ortodoxos solo se llevaron a cabo en el área en el siglo XXI, primero en el templo de San Clemente de Ancyra en la Embajada de Grecia, y luego se abrió una parroquia en Ankara, a la que se le permitió usar las instalaciones de la iglesia católica de Santa Teresa de Lisieux en el distrito de Ulus. El abad es el archimandrita Vissarion (Comias).
En 2018 se tomaron medidas para restaurar el metropolitanato y para celebrar servicios regulares de adoración ortodoxa en Ankara. La sede estaba vacante desde 1934 y el 10 de julio de 2018 fue designado metropolitano Jeremías (Kaliorgis). Hay dos templos en el área metropolitana de Ankara, donde se realizan adoraciones periódicamente. A veces, los servicios de adoración también se llevan a cabo en las embajadas de los países ortodoxos. 
En diciembre de 2018 la Iglesia ortodoxa rusa anunció que construiría su propia iglesia ortodoxa en la Embajada de Rusia en Ankara, lo que causó una reacción muy negativa por parte de la Iglesia ortodoxa de Constantinopla.

## Cronología de los obispos
- San Teodoto (o Teodoro) †
- San Clemente † (en la época del emperador Diocleciano)
- Pancracio
- Marcelo † (circa 314-335 depuesto)
- Basilio I † (335-circa 344 depuesto)
- Marcelo † (circa 344-353 depuesto) (por segunda vez)
- Basilio I † (353-360 depuesto) (por segunda vez)
- Atanasio I † (360-361)
- Basilio I † (361-362 falleció) (por tercera vez)
- Atanasio I † (362-373 falleció) (por segunda vez)
- Anónimo † (antes de 381)
- Árabe † (antes de 394-después de 400)
- Leoncio † (mencionado en 404)
  - Teodoto † (mencionado en 431) (nestoriano)
- Eusebio † (antes de 446-después de 451)
- Anastasio II † (antes de 458-después de 459)
- Doroteo I † (?-513 ejecutado)
- Elpidio † (mencionado en 536)
- Domiciano † (mencionado en 537)
- Doroteo II † (mencionado en 553)
- Frontiniano † (562-?)[9]
- Pablo † (antes de 582-después de 595)
- Platón † (mencionado en 680)
- Esteban † (mencionado en 692)
- Basilio II † (mencionado en 787)
- Teodolo † (mencionado en 869)
- Daniel † (mencionado en 879)[10]
- Teofilacto † (mencionado en 892)
- Gabriel † (en la época del patriarca Eutimio, 907-912)
- Juan † (mencionado en 997)
- Miguel I † (mencionado en 1032)
- Nicolás † (mencionado en 1037)
- Miguel II † (en la época del patriarca Miguel I Cerulario, 1043-1059)
- Anónimo (1067)
- Níquel † (1082 o 1102)
- Anónimo (circa 1140-1151)
- Esteban II † (1156)
- Cristóbal † (1232)
- Gregorio † (1260)
- Babilonio † (1320)
- Anónimo (1399)
- Macario † (siglo XV)
- Constantino † (circa 1450)
- Macario † (1460)
  - Sebastián †, metropolitano como locum tenens (1465)
  - Germanio †, metropolitano de Corinto como locum tenens (hasta 1517)
- Gerásimo † (1561)
- Mateo † (1590)
- Savacio † (1596)
- Parfenio † (1602-1631)
- Arsenio †
- Gregorio? †
- Laurencio † (1636-1655)
- Germanio † (1655-1665)
- Gerásimo II † (1668)
- Serafín † (desde 1670)
- Atanasio † (1679)
- Joaquín † (1698)
- Macario II † (circa 1710)
- Melecio † (circa 1713)
- Neófito † (1721)
  - Clemente †, metropolitano de Jónica como locum tenens (1732)
- Ioannica † (1740)
- Anfim † (1765)
- Serafín de Pisidia † (1774-circa 1780)
- Mateo II † (1783)
- Macario? † (1788)
- Joanico II † (1793-marzo de 1811 trasladado a Nicea)
- Sofronio I † (marzo de 1811-1814 falleció)
- Metodio † (junio de 1814-13 de marzo de 1823 trasladado al patriarcado de Antioquía)
- Cirilo † (1823)
- Agatángelo † (mayo de 1823-septiembre de 1827 trasladado a Thiva)
- Teodosio II † (octubre de 1827-1834 falleció)
- Gerásimo III Domnin † (1834-septiembre de 1836 trasladado a Éfeso)
- Sofronio II † (1835)
- Macario III † (1836)
- Cirilo † (septiembre de 1836-agosto de 1838 renunció)
- Nicéforo † (agosto de 1838-junio de 1845 trasladado a Nyssa)
- Hieroteo † (junio de 1845-diciembre de 1852, renunció)
- Melecio II † (diciembre de 1852-16 de octubre de 1860 trasladado a Filadelfia)
- Juanicio III † (octubre de 1860-25 de mayo de 1872 trasladado a Filippi)
- Crisanto † (25 de mayo de 1872-agosto de 1877 falleció)
- Gerásimo IV † (3 de septiembre de 1877-enero de 1899 falleció)
- Nicolás II (Sakopulos) † (1 de mayo de 1899-19 de octubre de 1902 trasladado a Maronia)
- Sofronio II (Nystopoulos) † (19 de octubre de 1902-27 de marzo de 1910 trasladado a Cesarea)
- Gervasio (Sarasitis) † (1 de abril de 1910-27 de noviembre de 1922 trasladado a Alejandrópolis)
- Constantino † (1922-1934)
  - Sede vacante (1934-2018)
- Jeremías (Kalliorgis) (desde el 10 de julio de 2018)